# Vlag van Oosterzele
De vlag van Oosterzele werd door de gemeenteraad op 18 juni 1980 officieel vastgesteld als de gemeentelijke vlag van de Oost-Vlaamse gemeente Oosterzele. Op 1 december 1980 werd hij door het koninklijk besluit bevestigd en uiteindelijk gepubliceerd op 22 januari 1981 in het officiële Belgisch Staatsblad.
Officieel wordt de vlag beschreven als:
Geschuinbalkt van zes stukken van zwart en van geel.
De kleuren van de vlag zijn afkomstig op het gemeentewapen.

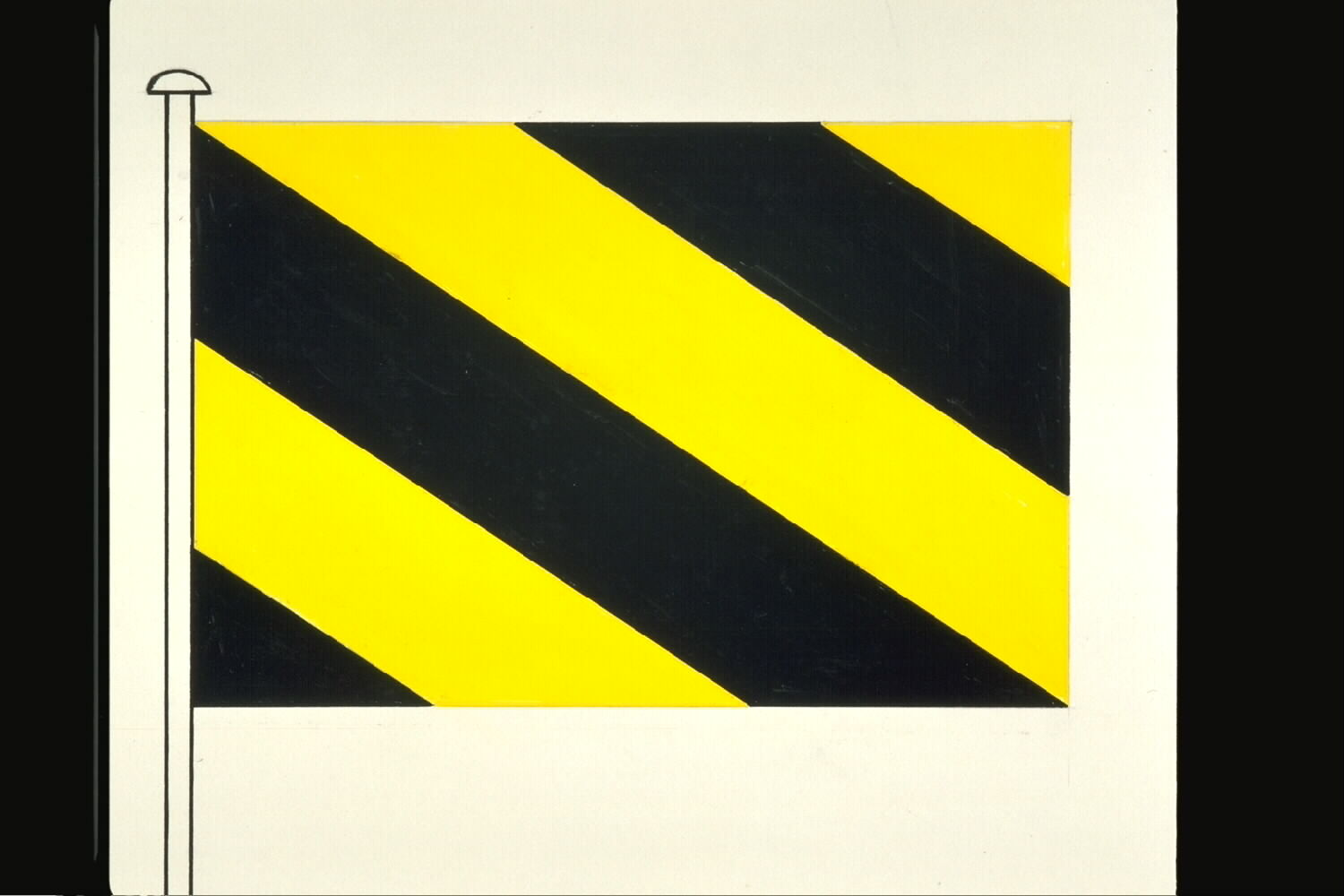
Officiële tekening van de vlag